# برن فون باير
برن فون باير (بالألمانية: Bern von Baer)‏ هو عسكري ألماني، ولد في 20 مارس 1911 في برلين في ألمانيا، وتوفي في 27 نوفمبر 1981 في روسرات في ألمانيا.